# Мсика, Джозеф
Джозеф Мсика (6 декабря 1923, Южная Родезия — 4 августа 2009, Хараре, Зимбабве) — зимбабвийский политический деятель, вице-президент Зимбабве с 1999 г.

## Биография
Обучался в колледжах Говарда и Селинды, чтобы стать преподавателем плотницкого дела. Затем переезжает в Булавайо, где работает плотником и управляющим магазином.
В 1957 году он становится казначеем Африканского национального конгресса, который впоследствии был запрещен колониальными властями. Затем избирается секретарем по работе с молодежью Союза африканского народа Зимбабве (ЗАПУ), ставшего преемником запрещенного национального конгресса. Вследствие своей политической деятельности он был задержан силами безопасности и с 1959 до 1961 гг. провел в заключении.
В 1961 году вступает в Национальную демократическую партию и избирается членом её Совета.
В 1960—1970-х гг. — активный участник национально-освободительного движения.
В 1979 году — член делегации, подписавшей в Ланкастер-хаусе соглашение, провозгласившего независимость Зимбабве.
В 1980—1982 гг. — Министр природных ресурсов и водного хозяйства. Отправлен в отставку в связи с обвинениями сторонников ЗАНУ в адрес представителей ЗАПУ в попытке захвата власти.
В 1984—1987 гг. — вице-президент ЗАПУ и депутат Палаты Собраний Зимбабве.
В 1987—1995 гг. занимал ряд министерских должностей (строительства, по делам местного самоуправления, сельского хозяйства и ряда других).
В 1995—1999 гг. — Министр без портфеля.
В декабре 1999 г. после смерти Джошуа Нкомо становится вице-президентом Зимбабве.
На выборах 2005 и 2008 гг. не выставлял свою кандидатуру в парламент страны, но каждый раз назначался президентом Робертом Мугабе на одно из вакантных мест сначала в Палату Собраний, а затем — в Сенат.
В январе 2009 г., когда Роберт Мугабе находился в отпуске — исполнял обязанности президента.